# Alderman Lesmond
Alderman Lesmond (Micoud, Santa Lucía, 7 de julio de 1978) es un futbolista santaluciano nacionalizado virgenense (estadounidense). Juega como delantero y su equipo actual es el Helenites de la liga profesional de las Islas Vírgenes de los Estados Unidos. 

## Trayectoria
Alderman Lesmond debutó como futbolista en el 2003, jugando para el Helenites de la liga local. Actualmente, permanece allí.

## Selección nacional
Alderman Lesmond fue convocado por el técnico Keith Griffith para que jugase el amistoso contra Anguilla, partido que finalizó 0-0 y en el cual, fue el capitán del equipo. Luego, fue llamado para los partidos de las Eliminatorias al Mundial Brasil 2014, en este caso, disputando la llave de la primera ronda contra las Islas Vírgenes Británicas. Contribuyó para su selección con un gol en el partido de ida (puso el 1-0) y siendo uno de los titulares en el partido de vuelta, que otorgó la clasificación a los "aguileños".  

## Clubes
| Club      | País                           | Año    |
| --------- | ------------------------------ | ------ |
| Helenites | Islas Vírgenes Estadounidenses | 2003 - |

## Curiosidades
- Alderman Lesmond, además de ser futbolista, era jugador de críquet, jugando por espacio de cuatro años, abandonando dicho deporte en el 2008, un caso parecido al de Kevin Sheppard, baloncestista y a la vez, futbolista por dos años, nacido en este mismo territorio.